# Instrumentalización de la educación por parte de Sendero Luminoso y el MRTA durante la época de terrorismo en el Perú

Pintas de Sendero Luminoso en la Universidad Nacional del Centro

Durante la época de terrorismo en el Perú, tanto el Partido Comunista del Perú-Sendero Luminoso (PCP-SL) como el Movimiento Revolucionario Túpac Amaru (MRTA), usaron las aulas escolares y universitarias como centros de captación de miembros y propaganda de agitación (agitprop).

## Rol de la educación
Para Sendero Luminoso, a diferencia de otras agrupaciones de izquierda, el sistema educativo ejercía un espacio estratégico a través del cual podía transmitir su ideología y formar militantes. Por ende, convirtieron las escuelas, universidades y academias preuniversitarias en centros de captación, formación y agitación política. Como parte de esto, se busca controlar los espacios universitarios, especialmente las facultades de educación y de ciencias sociales, a través del cual formarían docentes ideologizados que, luego de graduarse, serían enviados a las escuelas de las diversas ciudades del país. Los docentes ideologizados formarían a los estudiantes en la ideología a la vez que dichos estudiantes transmitirían lo aprendido a sus familiares llegando, de esta forma, a las masas.
Por su parte, el MRTA optó por tomas de colegios con fines de propaganda además de considerar las universidades como espacios de propaganda y difusión ideológica. Durante la época de terrorismo tanto Sendero Luminoso como el MRTA, y sus aliados, lucharían por el control de los espacios educativos principalmente universitarios.

## Antecedentes

### Contexto educativo
En 1916, se fundó la Federación de Estudiantes del Perú (FEP), integrado por los hijos de los integrantes del Partido Civilista. Influenciados por el Manifiesto de Córdoba, empezaron a reivindicar el impulso de una reforma universitaria. Tras la caída del gobierno de Leguía en 1930, y la subsecuente expulsión de catedráticos civilistas, el Partido Aprista Peruano (PAP) obtuvo la hegemonía en las universidades hasta 1959 cuando el PAP fue desplazado por Democracia Cristiana, el Movimiento Social Progresista, Acción Popular, el Partido Comunista, entre otros. Con el paso del tiempo, el Partido Comunista logró imponerse en la dirigencia de la FEP. Sin embargo, la FEP perdió relevancia frente al Frente Estudiantil Revolucionario (FER), dependiente del Partido Comunista. Tras la división del Partido Comunista, la facción de Bandera Roja tomó el control de la FER mientras que Patria Roja, facción surgida de Bandera Roja, tomó el control de la FEP.
En los años 70, se establecieron en los planes de estudios de las universidades cursos de marxismo tales como el curso de “materialismo dialéctico”, de “materialismo histórico” y de la “dialéctica de la naturaleza”. También se establecieron asignaturas como el de la “introducción a la sociología”, bajo una visión marxista-leninista. La implementación de estos cursos se dio gracias a la reorganización de la universidad producto de la Ley Universitaria de 1969, promulgada por el gobierno de Velasco Alvarado, y la consideración de que el marxismo ofrecía “una visión coherente y científica de la realidad social” mediante la cual se podía comprender los aspectos de la sociedad. Además, en las universidades se difundieron manuales de materialismo histórico, materialismo dialéctico y economía política producidos por la Academia de Ciencias de la URSS y las Ediciones en Lenguas Extranjeras de Pekín; y se reemplazaron profesores con profesores propuestos por los partidos dominantes en los gremios estudiantiles que se encargaron de dictar los cursos usando los manuales difundidos.

### Disputas en la Universidad Nacional San Cristóbal de Huamanga
Tras terminar sus estudios universitarios, Abimael Guzmán participó en las disputas dentro de la Universidad Nacional de San Agustín (UNSA) de Arequipa para sacar a profesores no marxistas y poner en su reemplazo a profesores de ideología marxista.
En 1962, Guzmán fue contratado por Efraín Morote Best, rector de la Universidad Nacional San Cristóbal de Huamanga (UNSCH) de Ayacucho. Morote había sido elegido por una Asamblea Universitaria gracias a la presión ejercida por la FER ayacuchana, identificada con el maoísmo, por sobre sus rivales. La FER estaba integrada por jóvenes pertenecientes a la Juventud del Partido Comunista. Una vez en el cargo, Morote inició el reemplazo de profesores con profesores marxistas venidos, principalmente, de la Escuela Normal Enrique Guzmán y Valle “La Cantuta”, quienes eran conocidos como “cantuteros”. Los “cantuteros” promoverían la creación de los Planteles de Aplicación Guamán Poma de Ayala, a través de la cual la FER ampliaría su rango de acción por sobre los estudiantes secundarios. Dichos planteles eran dependientes de la Facultad de Educación de la UNSCH y eran lugares donde los estudiantes de dicha facultad realizaban sus prácticas. Producto de esto, se forma el Frente Revolucionario Estudiantil Secundario (FRES) que posteriormente articularía el Frente Único de Estudiantes Secundarios de Ayacucho (FUESA).
Morote pondría a Abimael Guzmán en el puesto de Director del Ciclo Básico de Estudios Generales, logrando Guzmán tener influencia en la Facultad de Educación y la FER, además de ser director de personal. En 1963, Guzmán organizaría el IX Congreso de Estudiantes del Perú, siendo apoyado por la FER. Además, como organizador del Comité Regional del Partido Comunista en Ayacucho, dirigió las acciones de la FER en la expulsión del Cuerpo de Paz establecido en la universidad a través del uso de la propaganda, las huelgas y la agitación. A inicios de la década de 1970, Guzmán presionaría para introducir cursos basados en el marxismo, encontrando oposición en las especialidades de ingeniería donde la FER tenía escasa influencia. Ante esto, Guzmán, usando su cargo de director de personal, sacó a los profesores contrarios usando cualquier “error pequeño [que] era agrandado y calificado como incapacidad académica”. De esta forma, entre 1969 y 1973, Abimael Guzmán y su facción van a tener predominio en la universidad, a pesar de no ser mayoría. Controlaría el comedor y la viviendo universitaria a través de Antonio Díaz Martínez, Director de Bienestar Estudiantil y seguidor de Guzmán. Además, sus seguidores hegemonizarían el FRES y la Federación de Estudiantes de la UNSCH (FUSCH), impulsando la creación de la Federación de Barrios y el Frente de Defensa del Pueblo de Ayacucho.
Tras disputas internas dentro de Bandera Roja, entre 1969 y 1970, Guzmán se alejaría de esta para formar una nueva organización junto a sus seguidores agrupados en la denominada “fracción roja”. Esta organización sería conocida como Sendero Luminoso en alusión al lema de la FER controlada por Guzmán: “Por el sendero luminoso de Mariátegui”. Entre 1971 y 1972 conformaría el Centro de Trabajo Intelectual Mariátegui (CTM) a través del cual Guzmán y sus seguidores estudiarían de forma exhaustiva la obra de José Carlos Mariátegui y clásicos marxistas en reuniones dentro de la universidad.
Sin embargo, entre 1973 y 1974, la facción de Guzmán pierde hegemonía en la FUSCH y en el sindicato de docentes, replegándose a la Facultad de Educación. En 1975, Guzmán se retiraría de la universidad. En aquel año, organizan la toma de los Planteles de Aplicación Guamán Poma de Ayala, toma que persistiría por alrededor de un año y medio y luego se retirarían abandonando uno de sus principales espacios de difusión ideológica. En 1976, recuperarían el control de la FUSCH a través de Guillermo Durand, que luego sería abandonado dos años después debido a que sus militantes estaban preparándose para el inicio de las acciones armadas. En 1978, intentarían dominar el XVI Congreso de la FEP en Cusco, sin lograrlo.
Entre 1977 y 1979, los exalumnos senderistas de la universidad viajan a las provincias de Ayacucho, especialmente a las provincias de Víctor Fajardo y Cangallo, para formar "escuelas populares" y captar estudiantes al mismo tiempo que reclutaban estudiantes de las facultades de educación, ciencias sociales y agronomía.
En 1980, los senderistas realizarían su último acto público en la universidad al realizar una ceremonia a Julio César Mezzich, quien sería el último dirigente senderista en pasar a la clandestinidad. Previamente, los dirigentes senderistas habían salido de la universidad anunciando que la reconstitución del Partido Comunista del Perú estaba llegando a su última etapa.

### Expansión a otras universidades
En diversas universidades del país se organizaron sedes de la FER senderista, llegando a tener una importante presencia en la Universidad Nacional de Ingeniería (UNI) y la Universidad de Tacna. En la Universidad Nacional Mayor de San Marcos (UNMSM), la FER senderista intentó participar en 1976 en las elecciones a la Federación Universitaria de San Marcos (FUSM) pero tendría un voto marginal.
Debido a los intercambios docentes entre universidades, los docentes senderistas fueron destinados a diversas universidades del país. En la Universidad Nacional del Centro (UNCP), de Junín, fue contratado Osmán Morote Barrionuevo como profesor de antropología. En la Universidad de La Cantuta, destacaron los docentes Nilda Atanasio, esposa de Hugo Muñoz, y Víctor Zavala Castaño. Castaño realizó trabajos de proselitismo en los centros de danza y folklore principalmente en el Teatro Campesino. En la Universidad Nacional Mayor de San Marcos (UNMSM), realizaron sus acciones el docente Luis Kawata en la Facultad de filosofía y el dirigente estudiantil Edmundo Cox en la Facultad de Economía. Posteriormente, las actividades de Cox serían retomadas por la profesora de psicología Lourdes Carpio. Cox, luego, sería considerado como uno de los posibles sucesores de Abimael Guzmán.
Las acciones de captación de miembros en Lima logró la incorporación de importantes cuadros de Sendero Luminoso como Elena Iparraguirre (de la UNIFE), la docente Laura Zambrano, Óscar Ramírez Durand (UNI), Margie Clavo Peralta y Martha Huatay (las dos últimas de la UNMSM).

### Academia Euclides
Un dirigente de Sendero Luminoso que llegó junto a Morote a Junín fue Luis Kawata (quien fue posteriormente expulsado en 1979). Kawata, aunque no fue contratado en la UNCP, se desempeñó dando conferencias en dicha universidad. Además, dio clases en la Academia Preuniversitaria Euclides, que era administrado por "Gabriel", un estudiante senderista de la UNI. En dicha academia, Kawata dictó los cursos de materialismo histórico, materialismo dialéctico y dialéctica de la naturaleza a los estudiantes.